# Kharan (État princier)
1697–1955
Entités précédentes :
- État de Kalat

Entités suivantes :
- Pakistan

Kharan est un ancien État princier des Indes, correspondant aux actuels district de Kharan et Washuk.
L’État de Kharan est fondé en 1697 en devenant indépendant de l'État de Kalat, voisin à l'est. En 1884, il devient un État vassal de son voisin, qui est envahi par le Raj britannique en 1839 avant de signer un accord lui garantissant une certaine autonomie au sein du système colonial. En 1940, Kharan redevient un État autonome vis-à-vis de Kalat. Ses souverains se sont appelés « Mir » jusqu'en 1920, puis « Sardar Bahador » et « Sardar Bahador Nawab ».
En 1947, son souverain Habibullah Khan accepte de rejoindre le Pakistan et l'État est définitivement intégré le 14 octobre 1955 à la province du Pakistan occidental par le One Unit Scheme, puis rejoint le Baloutchistan en 1970 quand la province est rétablie. Selon le recensement de 1951, la population de l’État s'élevait à 54 573 habitants. 

## Liste des mirs puis nabab de Kharan
- 1796-1810 Jahangir-Khan
- 1810-1833 Abbas-Khan III
- 1833-1885 Azad-Khan
- 1885-1909 Nowruz-Khan
- 1909-1911 Mohammed-Yakoub-Khan
- 1911-1955 Habiboullah-Khan